# Гіла Розен
Гіла Розен (нар. 5 вересня 1977) — колишня ізраїльська тенісистка.
Найвищу одиночну позицію світового рейтингу — 138 місце досягла 7 червня 1999, парну — 157 місце — 6 квітня 1998 року.
Здобула 7 одиночних титулів туру ITF.

## Фінали ITF

### Одиночний розряд: 10 (7-3)
| турніри $100,000 |
| турніри $75,000  |
| турніри $50,000  |
| турніри $25,000  |
| турніри $10,000  |

| Результат | Ранг | Дата              | Турнір                   | Покриття | Суперниця у фіналі | Рахунок у фіналі |
| Перемога  | 1.   | 29 серпня 1994    | Хайфа, Ізраїль           | Тверде   | Ципора Обзилер     | 6–1, 7–5         |
| Перемога  | 2.   | 13 листопада 1995 | Каїр, Єгипет             | Ґрунт    | Ульріке Пріллер    | 6–3, 6–2         |
| Поразка   | 3.   | 15 січня 1996     | Зе-Вудлендс (Техас), США | Тверде   | Клер Тейлор        | 3–6, 6–7(5)      |
| Перемога  | 4.   | 9 березня 1996    | Хайфа, Ізраїль           | Тверде   | Жулі Пуллен        | 6–4, 6–3         |
| Перемога  | 5.   | 17 березня 1996   | Тель-Авів, Ізраїль       | Тверде   | Наталі Кахана      | 6–1, 6–1         |
| Поразка   | 6.   | 22 липня 1996     | Вальядолід, Іспанія      | Тверде   | Магі Серна         | 3–6, 1–6         |
| Перемога  | 7.   | 16 листопада 1997 | Маунт-Гамбір, Австралія  | Тверде   | Александра Ольша   | 6–1, 6–3         |
| Перемога  | 8.   | 2 серпня 1998     | Вінніпег, Канада         | Тверде   | Маркета Кохта      | 1–6, 6–4, 7–6    |
| Поразка   | 9.   | 12 квітня 1999    | Лас-Вегас, США           | Тверде   | Еріка Делоун       | 3–6, 2–6         |
| Перемога  | 10.  | 9 травня 1999     | Беер-Шева, Ізраїль       | Тверде   | Тетяна Пучек       | 6–2, 6–1         |

### Парний розряд: 17: (8-9)
| турніри $100,000 |
| турніри $75,000  |
| турніри $50,000  |
| турніри $25,000  |
| турніри $10,000  |

| Результат | Ранг | Дата              | Турнір                    | Покриття   | Партнерка       | Суперниці                            | Рахунок          |
| --------- | ---- | ----------------- | ------------------------- | ---------- | --------------- | ------------------------------------ | ---------------- |
| Перемога  | 1.   | 22 серпня 1994    | Хайфа, Ізраїль            | Тверде     | Ширі Бурштейн   | Наталі Кахана Ципора Обзилер         | 6–0, 6–4         |
| Перемога  | 2.   | 29 серпня 1994    | Хайфа, Ізраїль            | Тверде     | Ширі Бурштейн   | Наталі Кахана Ципора Обзилер         | 7–5, 7–5         |
| Перемога  | 3.   | 17 жовтня 1994    | Лангенталь, Швейцарія     | Килим      | Ширі Бурштейн   | Аманда Гопманс Генріетте ван Алдерен | 7–5, 6–4         |
| Поразка   | 4.   | 13 листопада 1994 | Каїр, Єгипет              | Ґрунт      | Ширі Бурштейн   | Їндра Габрішова Домініка Горецька    | 1–6, 6–3, 1–6    |
| Поразка   | 5.   | 9 січня 1995      | Мішен, США                | Тверде     | Ширі Бурштейн   | Кім Грант Клер Сешшинс Бейлі         | 6–7(6), 2–6      |
| Перемога  | 6.   | 16 січня 1995     | Сан-Антоніо, США          | Тверде     | Ширі Бурштейн   | Кім Грант Клер Сешшинс Бейлі         | 6–2, 6–3         |
| Поразка   | 7.   | 13 листопада 1995 | Каїр, Єгипет              | Ґрунт      | Лімор Габай     | Антоанета Пандєрова Теодора Недева   | 6–3, 1–6, 6–7(8) |
| Поразка   | 8.   | 4 березня 1996    | Хайфа, Ізраїль            | Тверде     | Ширі Бурштейн   | Жулі Пуллен Кейт Ворн-Голланд        | 2–6, 4–6         |
| Перемога  | 9.   | 17 березня 1996   | Тель-Авів, Ізраїль        | Тверде     | Ширі Бурштейн   | Лімор Габай Ципора Обзилер           | 6–3, 7–6         |
| Поразка   | 10.  | 14 липня 1996     | Віго, Іспанія             | Ґрунт      | Наталі Кахана   | Алісія Ортуньйо Вероніка Стеле       | 2–6, 4–6         |
| Поразка   | 11.  | 16 лютого 1997    | Рогашка Слатина, Словенія | Килим (i)  | Драгана Зарич   | Барбара Шварц Патріція Вартуш        | 1–6, 4–6         |
| Поразка   | 12.  | 2 червня 1997     | Ташкент, Узбекистан       | Тверде     | Алісія Ортуньйо | Еріка Делоун Ніколь Пратт            | 3–6, 1–6         |
| Поразка   | 13.  | 14 липня 1997     | Гечо, Іспанія             | Ґрунт      | Алісія Ортуньйо | Аманда Гопманс Патті ван Аккер       | 5–7, 6–4, 5–7    |
| Перемога  | 14.  | 1 листопада 1997  | Рамат-га-Шарон, Ізраїль   | Тверде     | Кірстін Фрає    | Петра Рампре Катарина Среботнік      | 6–1, 6–1         |
| Поразка   | 15.  | 21 лютого 1998    | Редбрідж, Велика Британія | Тверде (i) | Кірстін Фрає    | Віраг Чурго Олена Татаркова          | 5–7, 3–6         |
| Перемога  | 16.  | 7 листопада 1999  | Тель-Авів, Ізраїль        | Тверде     | Ципора Обзилер  | Крісті Богерт Мішелль Герардс        | 6–4, 1–6, 6–4    |
| Перемога  | 17.  | 26 травня 2002    | Тель-Авів, Ізраїль        | Тверде     | Ципора Обзилер  | Лорен Бредмор Наталі Нері            | 4–6, 6–3, 6–2    |